# André DiMera
André DiMera is een personage uit de soapserie Days of our Lives. De rol wordt gespeeld door acteur Thaao Penghlis. Thaao speelde al sinds 1981 de rol van Tony DiMera. André was een neef van Tony die er via plastische chirurgie identiek als Tony uitzag. André werd in 1983 geïntroduceerd en kwam in 1984 om leven. Tony zelf stierf in 1995 maar kwam in 2002 terug naar Salem en beweerde dat André in zijn plaats gestorven was. Op 17 juli 2007 kwam dan aan het licht dat André al twintig jaar het leven van Tony had overgenomen. Hoewel Tony van 1993 tot 1995 en later opnieuw van 2002 tot 2005 in de serie speelde wordt dit zijn verhaallijn nu toegeschreven aan André. In 2015 keert Andre terug naar Salem.

## Personagebeschrijving

### 1983-1984
André werd in 1983 door Stefano DiMera naar Salem gehaald en onderging plastische chirurgie om er net hetzelfde als Tony uit te zien. Het plan was om enkele moorden te plegen en Roman Brady hiervoor te laten opdraaien. André wilde Marie Horton vermoorden, maar op diezelfde avond verklaarde Renée DuMonde dat zij de enige erfgename was van het DiMera-fortuin en ze verzoende zich met Tony. André ging hij naar de kamer van Renée en wilde met Renée de liefde bedrijven. Ze begonnen te kussen en toen vroeg Renée wat voor eau de cologne hij op had. André was erg verbaasd dat ze dat vroeg en Renée zei dat dit niet zijn geur was, ook zijn handen waren anders, ruwer. Hij was Tony en toch niet. André zag dat Renée iets vermoedde en ze zei dat ze dit raar vond en naar Roman Brady zou gaan. Dan zag André geen andere uitweg dan Renée te vermoorden. De volgende slachtoffers waren verpleegster Kelly Chase, Trista Evans, de nicht van Marlena Evans en Leticia Bradford. Met een masker op waardoor hij eruitzag als Roman Brady (de rol van André werd nu gespeeld door Roman acteur Wayne Northrop) vermoordde hij de prostitué Daisy Hawkins voor de ogen van Marlena en Sandy Horton. Roman werd nu gevangengenomen. André nam Tony gevangen en sloot hem op en nam zijn leven in. Op een dag doorzocht Anna Fredericks het appartement van Tony, in opdracht van Alex Marshall en ontdekte Tony. Ze kon niet op tijd ontsnappen en André nam ook haar gevangen. Tony en Anna werden door Roman gered, die uit de gevangenis ontsnapt was en André vluchtte weg uit Salem.
In 1984 openden Anna en Alex Marshall een modebedrijf. Samen met Tony kozen ze Haïti uit voor een fotoshoot. Aan boord van het vliegtuig naar Haïti waren Eugene Bradford, Calliope Jones, Bo Brady, Hope Williams, Anna DiMera, Liz Chandler, Carlo Forensa, Tony DiMera en zijn moeder, Daphne DiMera. Tijdens de vlucht dook André op en toen hij de piloot bedreigde om zijn koers te wijzigen stierf deze aan een hartaanval en het vliegtuig stortte neer op een eiland. Het enige slachtoffer buiten de piloot was Daphne DiMera, die in de armen van André stierf. Toen Tony ontdekte dat zijn moeder overleden was, viel hij André aan. André belandde in drijfzand en werd dood gewaand.

### André als Tony

#### 1993-1995
In 1993 keerde André terug als deed zich voor als Tony (zelfs het publiek wist toen niet dat het om André ging). Tony keerde terug om te trouwen met Kristen Blake. Het feit dat Tony niet de zoon van Stefano was werd nu veranderd en ze zeiden dat er ooit iemand gezegd had dat dit niet waar was, maar na een bloedproef bleek toch dat Tony de zoon was van Stefano. Stefano was ziek en wilde dat Tony met Kristen zou trouwen voor hij stierf. Kristen was echter verliefd geworden op John Black, maar ging akkoord om te trouwen. Maar ze liet Tony voor het altaar staan om John te helpen met de zoektocht naar Belle, de dochter van Marlena en Roman.
Billie Reed begon haar eigen cosmeticabedrijf Countess Wilhelmina en ze overtuigde Alice en Maggie Horton om in haar bedrijf te investeren. Kate Roberts kocht het bedrijf echter over om Billie te pesten, ze wist toen nog niet dat zij haar dochter was. Billie werd bevriend met Tony en hij kocht 49% aandelen van Titan Industries en liet Billie van daaruit Countess Wilhelmina leiden.
Tony en Kristen stonden op het punt te trouwen toen John de ceremonie onderbrak met de mededeling dat hij bewijs had dat Stefano Curtis Reed had vermoord. Stefano probeerde in zijn wagen te vluchten, maar John zette de achtervolging in en mikte op de banden. Stefano kreeg een ‘gepland’ ongeluk en opnieuw werd hij dood gewaand. Kristen gaf John de schuld voor de dood van haar vader en trouwde op 18 februari 1994 met Tony. Nadat Tony ontdekte dat Stefano nog leefde hield hij dit geheim omdat hij vreesde dat Kristen hem zou verlaten.
In februari 1994 verliet Stefano Salem op verzoek van Tony en hij ging naar Maison Blanche, een landhuis in de streek van New Orleans. Hij lokte John naar daar en hield hem gevangen. Later kwamen Kristen, Tony, Peter, Jennifer, Bo en Billie naar Maison Blanche voor een liefdadigheidsevenement dat Kristen organiseerde. Billie zag daar een vrouw die leek op Bo’s dode vrouw Hope, maar niemand geloofde haar. Hope was inderdaad levend en wel en woonde op Maison Blanche onder de naam Gina. Ook Roman verscheen ten tonele, om Peter Blake te arresteren voor drugstrafiek. De jaloerse Celeste liet gas in de cel van John en Marlena lopen en er brak een brand uit. Roman kon hen allemaal redden. Tony en Kristen waren erg verbaasd om John geketend terug te vinden en toen merkte Kristen Stefano op en zag dat hij nog leefde. Tony ging het huis binnen om de computer van Stefano te redden, waar bestanden over Johns verleden op stonden. Maison Blanche brandde af. Tony kon de computer meenemen maar werd wel blind door de brand. Stefano probeerde samen met Hope te ontsnappen maar John kon dit verhinderen en redde Hope.
Kristen begon een nieuwe affaire met John. Toen Kristen ontdekte dat Tony wist dat Stefano nog in leven was en dat hij Kristens anticonceptiepil had vervangen door suikerpillen verliet Kristen Tony en trok bij John in. Via een notitieboekje op de computer van Maison Blanche, die Kristen kraakte ontdekte ze dat John een priester was geweest. John kon dit echter niet geloven en hij en Kristen gingen naar het klooster waar hij vroeger was en daar werd bevestigd dat hij een priester was. John wilde uittreden, maar een vriend vond dat hij een tijd als priester moest leven om te zien wat hij opgaf. Kristen ging terug naar Tony, die een pistool gekocht had om John te vermoorden. Toen ze hem vertelde dat John een priester was liet hij het idee varen om hem om te brengen. Een tijd later kreeg Tony zijn zicht terug, maar verzweeg dat om Kristen en John samen te betrappen.
Nadat John uitgetreden was verliet Kristen Tony opnieuw voor hem. Tony ontdekte dat hij een fatale bloedziekte had en niet meer lang te leven had. Hij bedisselde een ingenieus plan om zelfmoord te plegen en John te laten opdraaien voor moord. Hij schreef zijn plan op in zijn dagboek en biechtte dit ook op aan priester Francis. Toen deze niet bereid was te zwijgen stal Tony zijn pillen voor de bloeddruk waarop hij een hartaanval kreeg. In het ziekenhuis sneed Tony de ademhaling af waardoor priester Francis in coma viel.
Op de huwelijksreceptie van Jennifer en Peter zorgde Tony ervoor dat John tegen hem schreeuwde dat hij hem zou vermoorden. Dan ging Tony naar zijn kamer en lokte John naar daar door hem te bellen. Tony en John begonnen te vechten en John ging langs een deur weg waar Tony poederresten van een pistool op gedaan had. Dan begon André te smeken dat John hem niet zou neerschieten terwijl er andere bewoners van Salem aan de deur luisterden. Dan activeerde hij een apparaatje waardoor een pistool hem neerschoot en daarna op de grond viel. Toen hulp kwam vonden ze Tony dodelijk gewond. Later zou via zijn dagboek de waarheid alsnog aan het licht komen.

#### 2002-2005
Zeven jaar later maakte Tony/André zijn grote rentree op een feestje van John en Marlena in de Penthouse Grill. Tony legde uit dat de man die indertijd gestorven was niet Tony was maar André, die sinds 1984 door iedereen dood gewaand werd. Hij zei dat hij zijn leven gebeterd had, maar niemand geloofde hem. Volgens hem was Stefano inmiddels overleden na een autocrash nabij Monte Carlo. Tony werd bevriend met Sami Brady en kon het ook goed vinden met zijn zus Lexie Carver. De tweeling die naar Salem gekomen was, Cassie en Rex werden door Tony opgevangen en dan kwam aan het licht dat ze de kinderen waren van hem en Marlena. Kort daarna kwam er een nieuwe schok voor iedereen. John Black was de halfbroer van Tony. Daphne DiMera was ook de moeder van John en had hem als baby afgestaan aan haar zuster Philomena Alamain die John als Forrest Alamain opvoedde tot hij als jongetje zogezegd in een zwembad verdronk. Ondanks het feit dat ze broers waren konden John en Tony het niet met elkaar vinden.
In 2003 belde Tony vaak met zijn vader over de tweeling en hij was woedend op hem toen bleek dat hij niet de vader was van hen maar dat ze de kinderen waren van Roman en Kate. Cassie en Rex wilden echter DiMera’s blijven en keerden zich niet tegen Tony. Toen de moorden in Salem begonnen met de moord op Abe Carver en Jack Deveraux was Tony een van de hoofdverdachten. Op de avond van het Horton Circus besloot Tony de moordenaar te onthullen maar werd dan aangevallen door een tijger. In het ziekenhuis was hij aan het herstellen van zijn wondes toen de moordenaar, die voor de kijker tot dan toe onbekend was, in zijn kamer kwam om het een fatale spuit te geven. Tony wist die de moordenaar was en keek toen op in de ogen van Marlena! Hij probeerde nog te vertellen wie de moordenaar was maar stierf dan.
Een tijd later werd bekend dat alle slachtoffers van de moordenaar nog steeds in leven waren en nu leefden op het eiland Melaswen (New Salem). Hij had zich een tijdlang verscholen en toen hij bij de anderen kwam vertrouwde niemand hem. Nadat alle pogingen om te ontsnappen gesaboteerd werden onthulde Tony zichzelf als het meesterbrein achter dit hele scenario. Hierna veinsde hij opnieuw zijn dood